# ام‌اس فشترالن
ام‌اس فشترالن (به انگلیسی: MS Vesterålen) یک کشتی است که طول آن ۱۰۸ متر (۳۵۴ فوت ۴ اینچ) می‌باشد. این کشتی در سال ۱۹۸۳ ساخته شد.